# Gralhas
Gralhas is een plaats (freguesia) in de Portugese gemeente Montalegre en telt 235 inwoners (2001).